# Pratt County
Pratt County ist ein County im Bundesstaat Kansas der Vereinigten Staaten. Der Verwaltungssitz (County Seat) ist Pratt. Das U.S. Census Bureau hat bei der Volkszählung 2020 eine Einwohnerzahl von 9157 ermittelt.

## Geographie
Das County liegt im Süden von Kansas, ist etwa 50 km von Oklahoma entfernt und hat eine Fläche von 1906 Quadratkilometern, wovon zwei Quadratkilometer Wasserfläche sind. Es grenzt im Uhrzeigersinn an folgende Countys: Stafford County, Reno County, Kingman County, Barber County, Kiowa County und Edwards County.

## Geschichte
Pratt County wurde am 26. Februar 1867 gebildet. Benannt wurde es nach Caleb Pratt, einem Offizier während des Amerikanischen Bürgerkriegs.
8 Bauwerke und Stätten des Countys sind im National Register of Historic Places eingetragen (Stand 30. August 2017).

## Demografische Daten
Nach der Volkszählung im Jahr 2000 lebten im Pratt County 9647 Menschen. Davon wohnten 325 Personen in Sammelunterkünften, die anderen Einwohner lebten in 3963 Haushalten und 2639 Familien. Die Bevölkerungsdichte betrug 5 Einwohner pro Quadratkilometer. Ethnisch betrachtet setzte sich die Bevölkerung zusammen aus 95,28 Prozent Weißen, 0,98 Prozent Afroamerikanern, 0,35 Prozent amerikanischen Ureinwohnern, 0,55 Prozent Asiaten, 0,03 Prozent Bewohnern aus dem pazifischen Inselraum und 1,73 Prozent aus anderen ethnischen Gruppen; 1,07 Prozent stammten von zwei oder mehr Ethnien ab. 3,09 Prozent der Bevölkerung waren spanischer oder lateinamerikanischer Abstammung.
Von den 3963 Haushalten hatten 30,0 Prozent Kinder unter 18 Jahren, die mit ihnen gemeinsam lebten. 56,7 Prozent waren verheiratete, zusammenlebende Paare, 7,5 Prozent waren allein erziehende Mütter und 33,4 Prozent waren keine Familien. 30,4 Prozent aller Haushalte waren Singlehaushalte und in 14,6 Prozent lebten Menschen mit 65 Jahren oder darüber. Die Durchschnittshaushaltsgröße betrug 2,35 und die durchschnittliche Familiengröße betrug 2,93 Personen.
24,5 Prozent der Bevölkerung waren unter 18 Jahre alt. 9,4 Prozent zwischen 18 und 24 Jahre, 24,0 Prozent zwischen 25 und 44 Jahre, 22,8 Prozent zwischen 45 und 64 Jahre und 19,2 Prozent waren 65 Jahre alt oder älter. Das Durchschnittsalter betrug 40 Jahre. Auf 100 weibliche Personen kamen 94,0 männliche Personen. Auf 100 erwachsene Frauen ab 18 Jahren kamen 91,3 Männer.
Das jährliche Durchschnittseinkommen eines Haushalts betrug 35.529 USD, das Durchschnittseinkommen einer Familie betrug 43.156 USD. Männer hatten ein Durchschnittseinkommen von 31.138 USD, Frauen 20.679 USD. Das Prokopfeinkommen betrug 17.906 USD. 6,7 Prozent der Familien und 9,4 Prozent der Bevölkerung lebten unterhalb der Armutsgrenze.

## Orte im County
- Byers
- Cairo
- Coats
- Croft
- Cullison
- Hopewell
- Iuka
- Natrona
- Pratt
- Preston
- Sawyer
- Springvale
- Waldeck

Townships
- Township 6
- Township 7
- Township 8
- Township 9
- Township 10
- Township 11
- Township 12